# 本田れん
本田 れん（ほんだ れん、2000年9月29日 - ）は、北海道旭川市出身のサッカー選手。S.U. 1º de Dezembro所属。ポジションはミッドフィールダー。

## 経歴
2013年にサッカーサービス社の運営するサッカーキャンプで優秀選手に選ばれ、単身でスペインへ渡航。中学卒業後は本田圭佑がオーナーを務めていたSOLTILO FC U18に入団、2019年6月にポルトガル3部（カンペオナート・デ・ポルトゥガル）のS.U. 1º de Dezembroと契約を結び、現在はU-23のカテゴリーで活動している。

## 所属クラブ
ユース経歴
- 2013 - 2015 CF Can Vidalet
- 2015 - 2016 コンサドーレ旭川 U-15
- 2016 - 2018 SOLTILO FC U18
- 2019 - S.U. 1º de Dezembro